# Урмийский еврейско-арамейский язык
Урмийский еврейско-арамейский язык или лишан дидан является современным еврейско-арамейским языком, который также часто называют нео-арамейский или иудео-арамейский. Первоначально на нём говорили евреи-лахлухи в Иранском Азербайджане, в районе озера Урмия, в городах Сельмас и Мехабад. Большинство носителей сейчас живут в Израиле. Название Lishan Didán означает «наш язык», другой вариант — Lishanán, «наш язык», или Lishanid Nash Didán, «язык нас самих». Это вызывает некоторую путаницу с одноимёнными языками (Lishana Deni, Lishanid Noshan), и из-за этого научные источники имеют тенденцию просто использовать более описательные названия, например, такое, как ирано-азербайджанский еврейско нео-арамейский язык. Чтобы отличить его от других еврейско-арамейских диалектов, лишан дидан иногда называют Lakhlokhi (буквально «по-моему-по-твоему») или Galihalu («мой-твой»), демонстрирующие различные использования предлогов и местоимений.

## Происхождение и нынешнее состояние
Различные нео-арамейские диалекты были распространены по широкой зоне от озера Урмия к озеру Ван (в Турции), вплоть до равнины Мосула (Ирак) и обратно через к Сенендедж (в Иран снова). Урмийский был распространён в северо-восточной части этой области, где были также несколько близких с еврейскими нео-арамейскими языками: хулаула (дальше на юг от этой территории, в Иранском Курдистане) и эрбильский (ранее говорили вокруг Киркука в Ираке). Тем не менее, местные христианские нео-арамейские диалекты являются непонятными: христианские и еврейские общины, живущие бок о бок, разработали совершенно разные варианты арамейского, чтобы было больше общего со своими единоверцами в жизни, чем со своими соседями. Как и другие еврейско-арамейские диалекты, урмийский иногда называют таргумским (от таргум), из-за давней традиции перевода Библии на арамейский.
Существуют два основных диалекта урмийского. Северный диалект был распространён вокруг Урмии и Сельмаса, куда потом дальше распространялся до еврейских сёл турецкой провинции Ван, а южный диалект был сосредоточен в городе Мехабад и деревнях к югу от озера Урмия. Диалекты двух кластеров понятны друг другу, и большинство различий обусловлены получать заимствования из разных языков: персидского, курдский и турецких языков.
Потрясения в своём традиционном регионе после Второй мировой войны и основания государства Израиль привело к тому, что большинство азербайджанских евреев поселились в Тель-Авиве и Иерусалиме. Тем не менее, вынужденные покинуть свои дома, и брошенные вместе с таким количеством различных языковых групп в молодом поколении, урмийский стал вытесняться ивритом. Насколько известно, менее 5000 человек говорят на урмийском, и большинство из них старше 50 лет. Язык, возможно, вымрет в ближайшие десятилетия.
Общее число носителей — 4380 человек, 4200 из них живут в Израиле. Оставшиеся менее двух сотен носителей живут в Грузии в городе Тбилиси и на юго-востоке Турции. Ранее носители были и в Азербайджане. Появились они, как и все евреи-лахлухи, в Грузии и Азербайджане в начале XX века. Часть евреев потом выехала в середине 1930-х гг., когда советское правительство потребовало от жителей с иностранными паспортами либо принять советское гражданство, либо выехать из страны. В 1951 г. оставшиеся в Тбилиси лахлухи в числе «бывших иранских подданных» были депортированы в Сибирь и Восточный Казахстан. Начиная с 1956 г. некоторые из сосланных вернулись в Грузию. К середине 1980-х гг. в Тбилиси и Алма-Ате насчитывалось около 2 тысяч лахлухов. Большая часть затем выехала в Израиль. Около 200 семей из них остались в Тбилиси, где среди них есть несколько десятков носителей урмийского языка, и в Алма-Ате. В Азербайджане носителей языка не осталось.
Для записи урмийкого языка используется еврейский алфавит.